# Bundesstraße 284

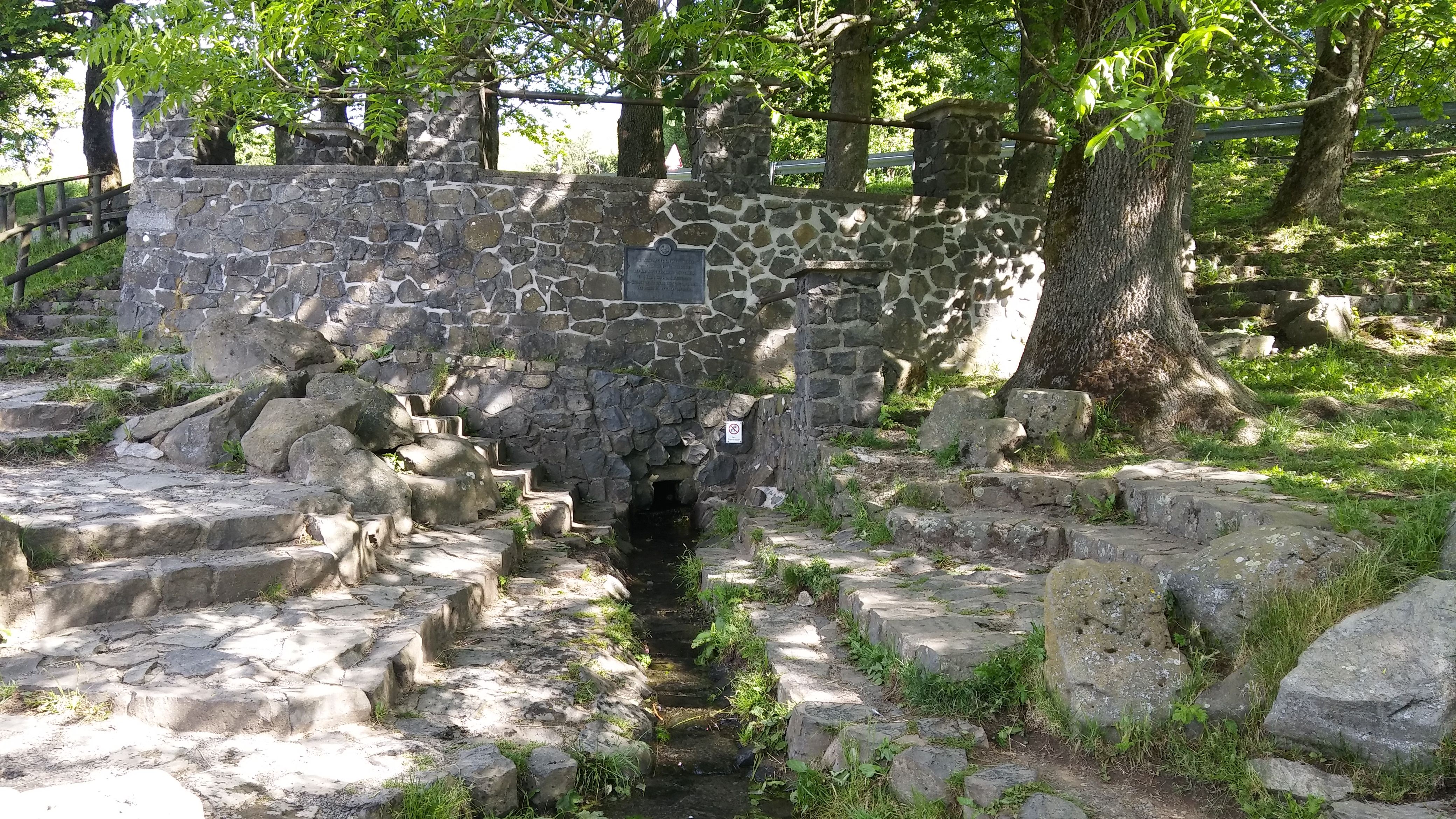
Die Fuldaquelle

Die Bundesstraße 284 (Abkürzung: B 284) ist eine deutsche Bundesstraße im Bundesland Hessen.

## Verlauf

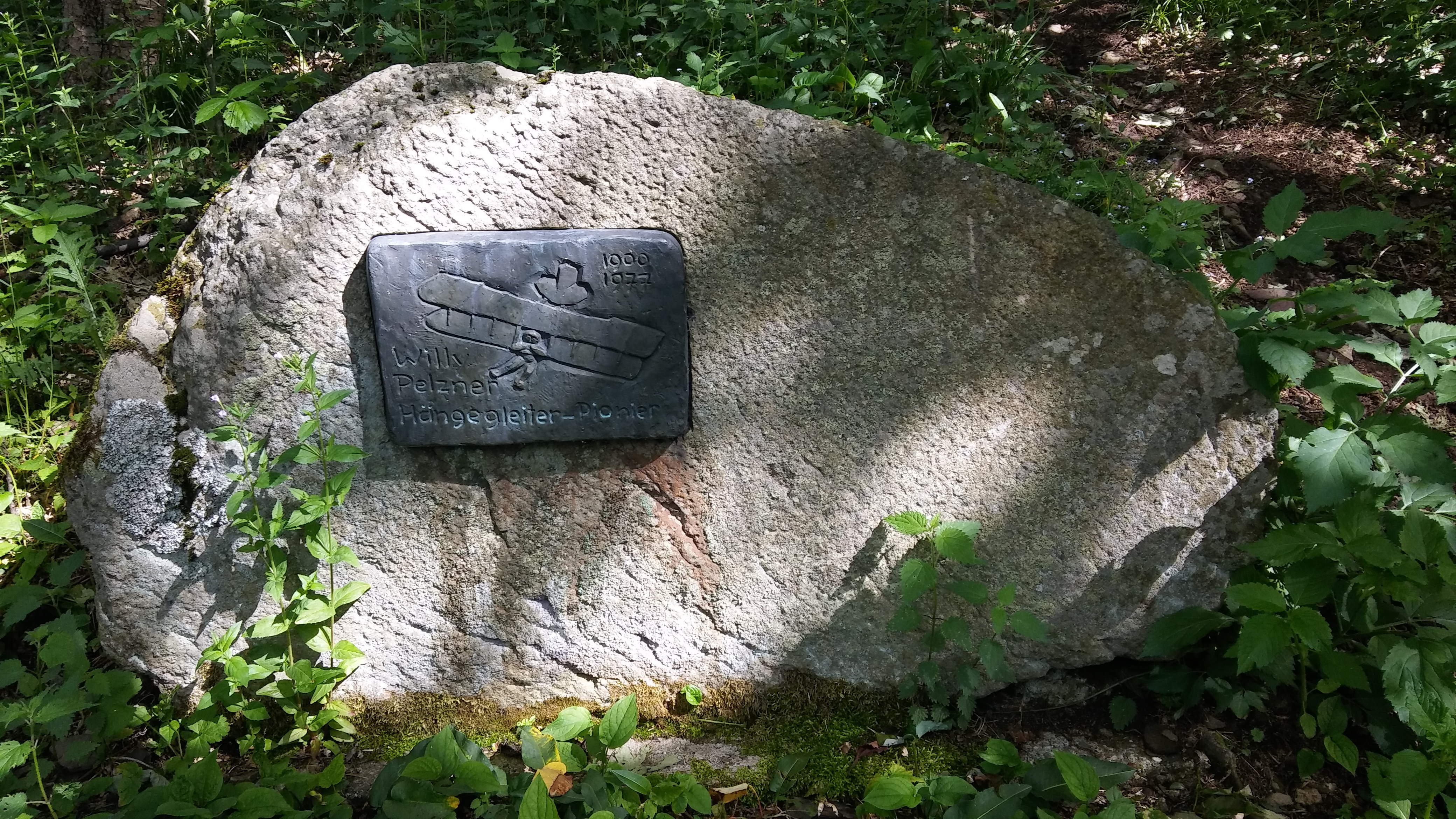
Gedenkstein Willy Pelzner

Die etwa 10 km lange B 284 befindet sich im Osten Hessens, in der Rhön. Sie verbindet die Orte Gersfeld und Ehrenberg im Landkreis Fulda. Zudem verbindet sie die B 279 mit der B 278 und überquert die Wasserscheide zwischen Fulda und Werra.
Von der Straße zweigt bei der Passhöhe (ca. 815 m ü. NN) nahe an der Fuldaquelle die L 3068 (Hochrhönring) ab, die auf die Wasserkuppe führt. Auf der anderen Straßenseite steht ein Gedenkstein für Willy Pelzner. Die Straße ist durchgehend zweispurig ausgebaut.